# Ленци - Стефани (Тренто)
Ленци - Стефани је насеље у Италији у округу Тренто, региону Трентино-Јужни Тирол.
Према процени из 2011. године у насељу је живело 60 становника. Насеље се налази на надморској висини од 1335 m.